# Ansgarius (cràter)
Ansgarius és un cràter d'impacte lunar que es troba prop de l'extrem oriental de la Lluna. Quan es veu des de la Terra, el cràter té una forma altament ovalada a causa de l'escorç, però la vora és en realitat gairebé circular. Al nord-oest d'Ansgarius està el cràter La Pérouse, i al sud està Behaim.
La vora d'Ansgarius presenta desgastos significatius. La seva superfície interior és aterrassada. La vora sud-oest sembla una mica aplatat en comptes de corbat, i s'introdueix en una formació més antiga de la qual queda molt poc, excepte la vora occidental. Hi ha una osca cap a l'exterior a la paret nord-nord-est. El pis interior d'Ansgarius és relativament pla, amb només petits cràters que marquen la seva superfície.
|  |  |
|  |  |

## Cràters satèl·lit
Per convenció aquests elements són identificats en els mapes lunars posant la lletra en el costat del punt mitjà del cràter que està més prop d'Ansgarius.
|           | \| Ansgarius \| Coordenades \| Diàmetre \| \| --------- \| ------------------------------------ \| -------- \| \| B \| 11° 54′ S, 83° 48′ E / 11.9°S,83.8°E \| 29 km \| \| C \| 14° 48′ S, 74° 48′ E / 14.8°S,74.8°E \| 14 km \| \| M \| 11° 18′ S, 78° 48′ E / 11.3°S,78.8°E \| 7 km \| \| N \| 11° 54′ S, 81° 12′ E / 11.9°S,81.2°E \| 10 km \| \| P \| 13° 00′ S, 75° 54′ E / 13.0°S,75.9°E \| 10 km \| |          |
| Ansgarius | Coordenades | Diàmetre |
| B         | 11° 54′ S, 83° 48′ E / 11.9°S,83.8°E | 29 km    |
| C         | 14° 48′ S, 74° 48′ E / 14.8°S,74.8°E | 14 km    |
| M         | 11° 18′ S, 78° 48′ E / 11.3°S,78.8°E | 7 km     |
| N         | 11° 54′ S, 81° 12′ E / 11.9°S,81.2°E | 10 km    |
| P         | 13° 00′ S, 75° 54′ E / 13.0°S,75.9°E | 10 km    |